# Say Yes
«Say Yes» (с англ. — «Скажи „Да“») — заключительный трек альбома Эллиота Смита с альбома Either/Or 1997 года и один из трёх треков из альбома Either/Or, которые были использованы в саундтреке к фильму «Умница Уилл Хантинг».

## О песне
«Say Yes» — одна из самых известных песен Смита. Она считается радостной и оптимистичной как по инструментальному сопровождению, так и по тексту, в отличие от мрачного тона большинства других его песен. В интервью Смит сказал, что песня была написана о «ком-то конкретном, а я почти никогда так не делаю. Я был по-настоящему влюблён в кого-то».

## Живое исполнение
Смит часто исполнял эту песню, даже во время выступлений с полным составом группы, когда он играл её соло на акустической гитаре.

## Отзывы критиков
Рецензент Pitchfork Media Марк Хоган сказал: о песне следующее «Это прямолинейная песня о любви, которая осмеливается надеяться. Прислушайтесь внимательно, и вы услышите, насколько хрупка эта надежда: бо́льшую часть песни Смит шепчет. Он колеблется. Его пальцы извлекают из акустической гитары простой вопрос».

### Влияние
Песня «Say Yes» использовалась в самых разных фильмах, в том числе «Сумасшедшие улицы» (1997 г.) и «Американский пирог 7: Книга любви» (2009 г.), а также была перепета группой Death Cab for Cutie и Беном Фолдсом.